# Ryan Kent
Ryan Kent, né le 11 novembre 1996 à Oldham, est un footballeur anglais qui évolue au poste de milieu de terrain à Seattle Sounders.

## Biographie
Le 10 septembre 2015, Kent est prêté à Coventry City (troisième division anglaise) jusqu'au mois de janvier 2016. Le 8 janvier 2016, il prend part à sa première rencontre sous le maillot de Liverpool à l'occasion d'un match de Coupe d'Angleterre face à Exeter City (2-2).
Le 26 juillet 2016, il est prêté pour une saison au Barnsley FC. Il inscrit trois buts en quarante-sept matchs toutes compétitions confondues avant de réintégrer l'effectif des Reds à l'issue de la saison.
Le 31 août 2017, il est prêté au SC Fribourg.
Le 12 janvier 2018, il est prêté à Bristol City jusqu'à la fin de la saison.
Le 22 juillet 2018, Kent est prêté pour une saison au Rangers FC. Il inscrit six buts en quarante-trois matchs sous le maillot du club écossais avant de retrouver Liverpool à l'issue de la saison.
Le 3 septembre 2019, il s'engage définitivement avec le Rangers FC en signant pour quatre saisons.
Le 12 juin 2023, Kent signe un contrat de quatre ans avec le club turc Fenerbahçe SK. Le 17 octobre 2024, Fenerbahçe annonce que le contrat de Kent est résilié d’un commun accord.

## Statistiques
| Saison                | Club                  | Championnat             | Championnat | Championnat | Coupe(s) nationale(s) | Coupe(s) nationale(s) | Compétition(s) continentale(s) | Compétition(s) continentale(s) | Compétition(s) continentale(s) | Total | Total |
| Saison                | Club                  | Division                | M.          | B.          | M.                    | B.                    | Comp.                          | M.                             | B.                             | M.    | B.    |
| 2015-2016             | Liverpool FC          | Premier League          | -           | -           | 1                     | 0                     | -                              | -                              | -                              | 1     | 0     |
| Sous-total            | Sous-total            | Sous-total              | -           | -           | 1                     | 0                     | -                              | -                              | -                              | 1     | 0     |
| 2015-2016             | Coventry City (prêt)  | League One              | 17          | 1           | -                     | -                     | -                              | -                              | -                              | 17    | 1     |
| 2016-2017             | Barnsley FC (prêt)    | Championship            | 44          | 3           | 3                     | 0                     | -                              | -                              | -                              | 47    | 3     |
| 2017-2018             | SC Fribourg (prêt)    | Bundesliga              | 6           | 0           | -                     | -                     | -                              | -                              | -                              | 6     | 0     |
| 2017-2018             | Bristol City (prêt)   | Championship            | 10          | 0           | 1                     | 0                     | -                              | -                              | -                              | 11    | 0     |
| Sous-total            | Sous-total            | Sous-total              | 77          | 4           | 4                     | 0                     | -                              | -                              | -                              | 81    | 4     |
| 2018-2019             | Rangers FC (prêt)     | Scottish Premier League | 27          | 6           | 7                     | 0                     | C3                             | 9                              | 0                              | 43    | 6     |
| 2019-2020             | Rangers FC            | Scottish Premier League | 21          | 7           | 4                     | 0                     | C3                             | 8                              | 1                              | 33    | 8     |
| 2020-2021             | Rangers FC            | Scottish Premier League | 37          | 10          | 3                     | 0                     | C3                             | 12                             | 3                              | 52    | 13    |
| 2021-2022             | Rangers FC            | Scottish Premier League | 26          | 2           | 4                     | 0                     | C1+C3                          | 2+14                           | 0+1                            | 46    | 3     |
| 2022-2023             | Rangers FC            | Scottish Premier League | 29          | 3           | 6                     | 0                     | C1                             | 9                              | 0                              | 44    | 3     |
| Sous-total            | Sous-total            | Sous-total              | 140         | 28          | 24                    | 0                     | -                              | 54                             | 5                              | 218   | 33    |
| 2023-2024             | Fenerbahçe SK         | Süper Lig               | 8           | 0           | -                     | -                     | C4                             | 10                             | 1                              | 18    | 1     |
| 2024-2025             | Fenerbahçe SK         | Süper Lig               | -           | -           | -                     | -                     | C1                             | 1                              | 0                              | 1     | 0     |
| Sous-total            | Sous-total            | Sous-total              | 8           | 0           | -                     | -                     | -                              | 11                             | 1                              | 19    | 1     |
| Total sur la carrière | Total sur la carrière | Total sur la carrière   | 225         | 32          | 29                    | 0                     | -                              | 65                             | 6                              | 319   | 38    |

## Palmarès

### En club
- Rangers FC
  - Champion d'Écosse en 2021.
  - Vainqueur de la Coupe d'Écosse en 2022.
  - Vice-champion d'Écosse en 2019, 2020 et 2023.
  - Finaliste de la Coupe de la Ligue écossaise en 2019 et 2023.

### Distinctions personnelles
- Membre de l'équipe-type de Scottish Premier League en 2019 et 2021.
- Meilleur jeune joueur de Scottish Premier League en 2019[7].
- Joueur du mois de Scottish Premiership en août 2020.